# ان‌جی‌سی ۷۴۹۹
ان‌جی‌سی ۷۴۹۹ یک کهکشان‌ است.